# Avvaq
Avvaq, tidigare namn Taylor Island, är en ö i Kanada.   Den ligger i territoriet Nunavut, i den nordöstra delen av landet, 3 000 km nordväst om huvudstaden Ottawa. Arean är 67 kvadratkilometer.
Terrängen på Avvaq är mycket platt. Öns högsta punkt är 21 meter över havet. Den sträcker sig 14,6 kilometer i nord-sydlig riktning, och 8,9 kilometer i öst-västlig riktning.
Trakten runt Avvaq består i huvudsak av gräsmarker. Trakten runt Taylor Island är nära nog obefolkad, med mindre än två invånare per kvadratkilometer.